# Бустільйо-дель-Парамо-де-Карріон
Бустільйо-дель-Парамо-де-Карріон (ісп. Bustillo del Páramo de Carrión) — муніципалітет в Іспанії, у складі автономної спільноти Кастилія-і-Леон, у провінції Паленсія. Населення — 70 осіб (2010).
Муніципалітет розташований на відстані близько 230 км на північ від Мадрида, 40 км на північний захід від Паленсії.

## Демографія
Динаміка населення (INE ):